# Клыпино (Конаковский район)
Клыпино — деревня в Конаковском районе Тверской области. Входит в состав Первомайского сельского поселения.

## География
Находится в юго-восточной части Тверской области на расстоянии приблизительно 20 км на север от города Конаково на правом берегу речки Созь.

## История
Известна была с 1627—1628 годов как пустошь. В 1684 году уже значится деревней, принадлежащей Григорию Федоровичу Бояшеву. В 1859 году здесь было учтено 4 двора, в 1900 — 9.

## Население
Численность населения: 35 человек (1859 год), 53 (1900), 4 (русские 100 %)в 2002 году, 5 в 2010.